# Proteoidwurzeln

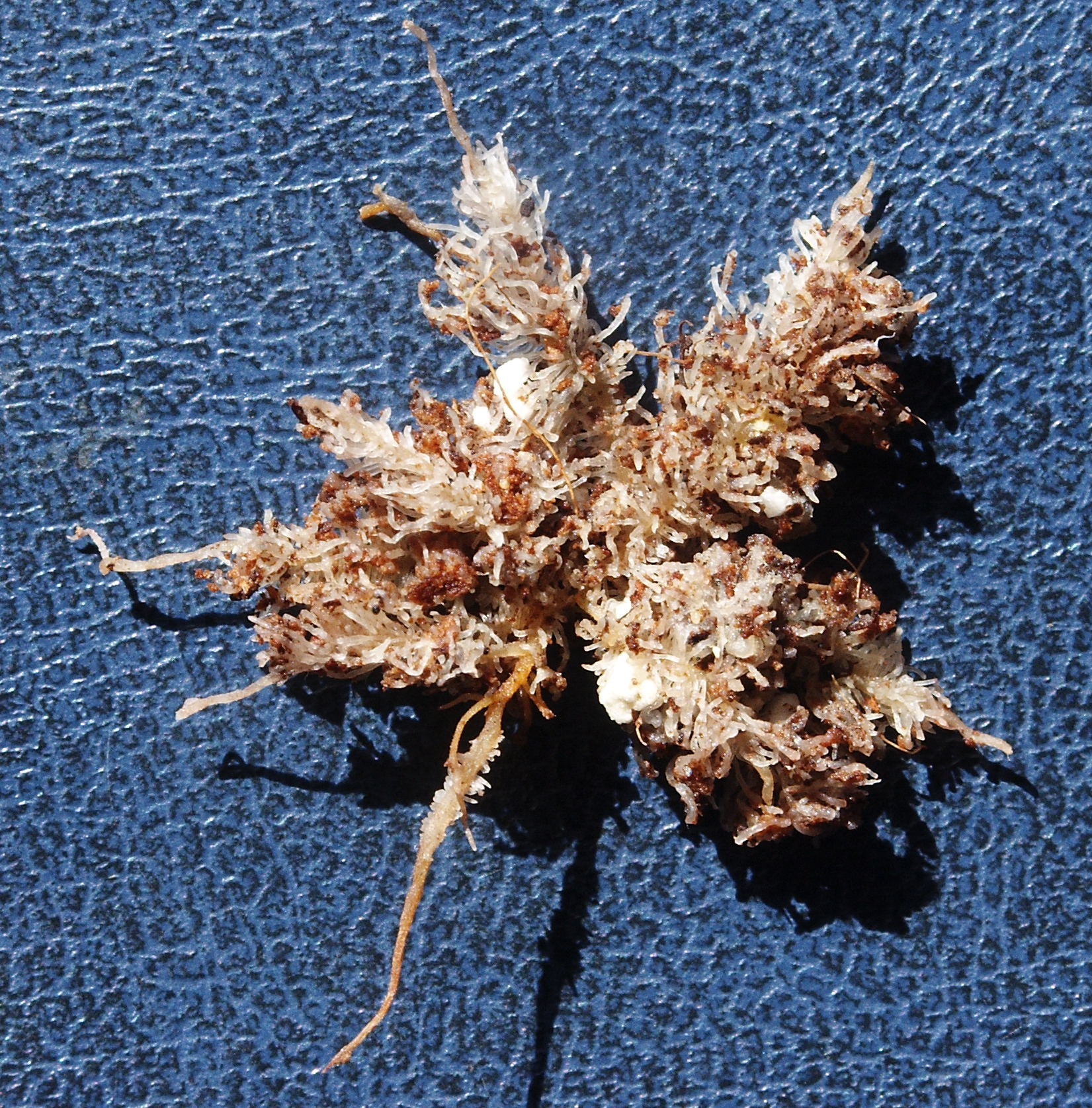
Proteiodwurzeln von Leucospermum cordifolium (Proteaceae).

Proteoidwurzeln sind dicht gedrängt wachsende Wurzeln, die von manchen Pflanzen bei Phosphat-Mangel gebildet werden, um die Phosphat-Aufnahme zu verbessern.
Proteoidwurzeln haben ihren Namen von der Familie der Proteaceae, bei denen dieses Phänomen erstmals beobachtet wurde. Diese Familie wächst auf den sehr phosphorarmen Böden Australiens. Die Wurzeln werden im Gegensatz zu den meisten anderen Pflanzen dicht beieinander in einem kleinen Bodenvolumen gebildet. Durch die Bildung großer Mengen von Organischen Säuren (meist Citronensäure), die als Wurzelexsudate in den Boden abgegeben werden, wird der pH-Wert der Bodenlösung in diesem kleinen Volumen herabgesetzt und so die Löslichkeit von Phosphaten deutlich erhöht. Dadurch kann sogar die Rhizosphäre in Kalkböden angesäuert werden, wobei das schwer lösliche Calciumphosphat gelöst und in Calciumcitrat umgeformt wird. 
Neben Phosphor werden auch Eisen, Mangan und Zink mobilisiert und der Pflanze zugänglich gemacht. 
Die Proteoidwurzeln können bis 80 Prozent der gesamten Wurzelmasse ausmachen. 
Proteoidwurzeln treten außer bei den Proteaceae auch bei Vertretern der Myricaceae, der Casuarinaceae, aber auch bei einjährigen Leguminosen wie der Weißen Lupine (Lupinus albus) auf. L. albus investiert bis zu 23 Prozent ihrer Photosyntheseprodukte in die Bildung organischer Säuren. Bei ausreichendem Phosphat-Angebot werden die Proteoid-Wurzeln nicht gebildet.